# Krzysztof Piaseczny
Krzysztof Jerzy Piaseczny (ur. 16 maja 1967 w Lublinie) – polski prawnik, sędzia, harcmistrz ZHR.

## Prawnik
Ukończył studia prawnicze na Uniwersytecie Marii Curie-Skłodowskiej w Lublinie. W latach 1992–1993 samodzielny referent prawny w ZTS „Pronit” w Pionkach. Od 1993 aplikant w Sądzie Rejonowym w Kozienicach, od 1995 asesor sądowy w okręgu Sądu Wojewódzkiego w Radomiu, od 1997 sędzia Sądu Rejonowego w Grójcu, od 1999 sędzia Sądu Rejonowego w Kozienicach orzekający na rokach sądowych w Pionkach. W latach 2001–2007 Kierownik Sekcji Wykonywania Orzeczeń i Windykacji Należności Sądowych w Sądzie Rejonowym w Kozienicach. W latach 2007–2008 delegowany do Ministerstwa Sprawiedliwości jako Główny Specjalista w Departamencie Wykonania Orzeczeń i Probacji. Od lipca 2008 ponownie w Sądzie Rejonowym w Kozienicach. W 2016 członek Zespołu ds. Strategii w Ministerstwie Sprawiedliwości. W okresie od 1.01.2017 do 30.06.2018 ponownie delegowany do Ministerstwa Sprawiedliwości, gdzie w Departamencie Spraw Rodzinnych i Nieletnich koordynował prace Zespołu ds. edukacji prawnej dzieci i młodzieży. Od 1.07.2018  powrócił do orzekania w Sądzie Rejonowym w Kozienicach. Od lutego 2019 r. Wiceprezes a od kwietnia 2020 Prezes Sądu Rejonowego w Kozienicach. W kwietniu 2024 ponownie powołany na drugą, 4 letnią kadencję Prezesa Sądu. Był członkiem Stowarzyszenia Sędziów Polskich „Iustitia”, jednak w 2009 zrezygnował z członkostwa.

## Działalność harcerska
Z harcerstwem związany od 1974 roku. Od 1978 harcerz, a następnie zastępowy w 14 Pionkowskiej Drużynie Harcerzy. Od 1980 przyboczny w 11 Pionkowskiej Drużynie harcerzy im. Henryka Sienkiewicza. W 1983 roku zakłada 41 Pionkowską Drużynę Harcerek, która daje początek późniejszemu środowisku Szczepu 41 Pionkowskich Drużyn Harcerskich i Zuchowych im. Olgi i Andrzeja Małkowskich „Rzeczpospolita Skautowa”. W latach 80. członek Kręgu Instruktorskiego „Gajówka” założonego przez harcmistrza Romualda Zawodnika. Posiada stopień Harcerza Rzeczypospolitej.
W 1989 roku uczestnik prac nad powołaniem niezależnej organizacji harcerskiej, w wyniku czego wyłonił się Związek Harcerstwa Rzeczypospolitej. W wyniku decyzji całego pionkowskiego środowiska „harcerstwa niepokornego”, początkowo nie przystępuje do ZHR, tylko wraz z pozostałymi, zakłada w ramach ZHP drugi w 22-tysięcznych Pionkach Hufiec Harcerski – Pionki II (późniejszy Hufiec „Darzbór”). Zostaje Przewodniczącym Rady Hufca, a później Zastępcą Komendanta Hufca ds. programowych. W latach 1989–1990 kwatermistrz Hufca ZHP Pionki „Darzbór”. Jeden z inicjatorów wystąpienia hufca z ZHP i przystąpienia do ZHR. Po decyzji Rady Hufca o wystąpieniu z ZHP, w grudniu 1990 roku staje na czele pionkowskiego ZHR. 
W grudniu 1990 roku zostaje wybrany hufcowym Pionkowskiego Hufca Harcerek i Harcerzy „Darzbór”, a po podziale hufca na część męską i żeńską zostaje hufcowym Pionkowskiego Hufca Harcerzy „Darzbór”.
W latach 2004–2006 Wiceprzewodniczący ZHR, w latach 2000–2002 Członek Rady Naczelnej ZHR, w latach 2002–2004 oraz 2006–2008 Wiceprezes Sądu Harcerskiego ZHR. W 2008 roku podczas X Zjazdu ZHR kandydował na funkcję Przewodniczącego ZHR. W latach 2008–2010 ponownie Wiceprzewodniczący ZHR.
Aktywny w ramach środowiska lokalnego ZHR. Organizator wielu obozów letnich i zimowych oraz międzynarodowych wypraw min. do Szwecji, Słowacji, Węgier, Ukrainy, na Litwę i Łotwę, Białoruś. Komendant Jubileuszowej Wyprawy 41PDHiZ „Po Stolicach Europy” Uczestnik działań na rzecz restytucji Polskiego Harcerstwa na Wschodzie
Będąc członkiem Naczelnych Władz ZHR, konsekwentnie nie rezygnował z bezpośredniej pracy z dziećmi i młodzieżą. Od 27 września 2007 r. do 27 września 2009 r. był drużynowym 41 Pionkowskiej Drużyny Harcerzy „Zarzewie” im. Andrzeja Małkowskiego. W 2016 r. współzałożyciel Okręgu Staropolskiego ZHR oraz pierwszy Przewodniczący Zarządu Okręgu Staropolskiego ZHR 2016-2018.
W 2011 roku był Komendantem Jubileuszowego Zlotu Stulecia Harcerstwa "Całym Życiem - Przygoda XXI" w Krakowie - Łagiewnikach

## Działalność społeczna
Przed podjęciem służby w wymiarze sprawiedliwości (od 1993 r.) aktywny politycznie i społecznie. W latach 1987–1992 członek NZS na UMCS w Lublinie. Przewodniczący Samorządu Studentów Wydziału Prawa i Administracji UMCS. 
W 1989 r. członek Komitetu Obywatelskiego miasta i gminy Pionki. W 1989 r. zainicjował powołanie pierwszego społecznego Komitetu Obchodów Święta Niepodległości w Pionkach i doprowadził do odsłonięcia na budynku tzw. „Legionówki” pamiątkowej tablicy. W latach 1992–1993 członek NSZZ „Solidarność” w ZTS „Pronit” w Pionkach. Radny Rady Miasta Pionki – I Kadencji, przewodniczący Komisji Budżetowej Rady Miasta.
W 1993 wraz z grupą przyjaciół założył pierwsze profesjonalne pismo samorządowe w Pionkach wydawane do dziś pt. „Nad Zagożdżonką”.
6 listopada 2008 r. odznaczony przez Prezydenta Lecha Kaczyńskiego Złotym Krzyżem Zasługi za zasługi w działalności na rzecz przemian demokratycznych w kraju, za kształtowanie patriotycznej postawy polskiej młodzieży.

## Autor
Autor przewodnika dla tworzących i inicjujących Koła Przyjaciół Harcerstwa ZHR pt. „Koła Przyjaciół Harcerstwa – przewodnik organizacyjny” Warszawa 2004 oraz książki biograficznej pt. „Z głową w chmurach – Romuald Zawodnik Aldek”, Pionki 2006. W latach 1993–1994 autor korespondencji, felietonów i wywiadów w „Dzienniku Radomskim” oraz w Dwutygodniku lokalnym „Nad Zagożdżonką”.

## Życie prywatne
Żonaty (Agnieszka), dwóch synów: Krzysztof Michał (ur. 1993), Tomasz Wojciech (ur. 1997), brat piosenkarza Andrzeja „Piaska” Piasecznego.